# Wybory parlamentarne w Korei Północnej w 2009 roku
Wybory parlamentarne w Korei Północnej w 2009 roku odbyły się 8 marca 2009, ze znacznym opóźnieniem, gdyż kadencja Najwyższego Zgromadzenia Ludowego minęła we wrześniu 2008. W opinii analityków były to typowe wybory pokazowe. Wszyscy wybrani deputowani pochodzą z Koreańskiej Partii Pracy i oficjalnie otrzymali po 100% poparcia w swoich okręgach. Frekwencja wyborcza wyniosła 99,98%. Udział w wyborach był dla obywateli obowiązkowy.